# بوب إيميريك
بوب إيميريك (بالإنجليزية: Bob Emerick)‏ هو لاعب كرة قدم أمريكية أمريكي، ولد في 21 فبراير 1912 في ستوكتون في الولايات المتحدة، وتوفي في 28 سبتمبر 2003 في تشارلوت في الولايات المتحدة.

## وصلات خارجية
- بوب إيميريك على موقع مرجع كرة القدم المحترفة.كوم (الإنجليزية)